# Kostelec nad Černými lesy
Kostelec nad Černými lesy è una città della Repubblica Ceca facente parte del distretto di Praha-východ, in Boemia Centrale.

## Monumenti e luoghi d'interesse
- Castello di Kostelec nad Černými lesy